# Parlament Kanady

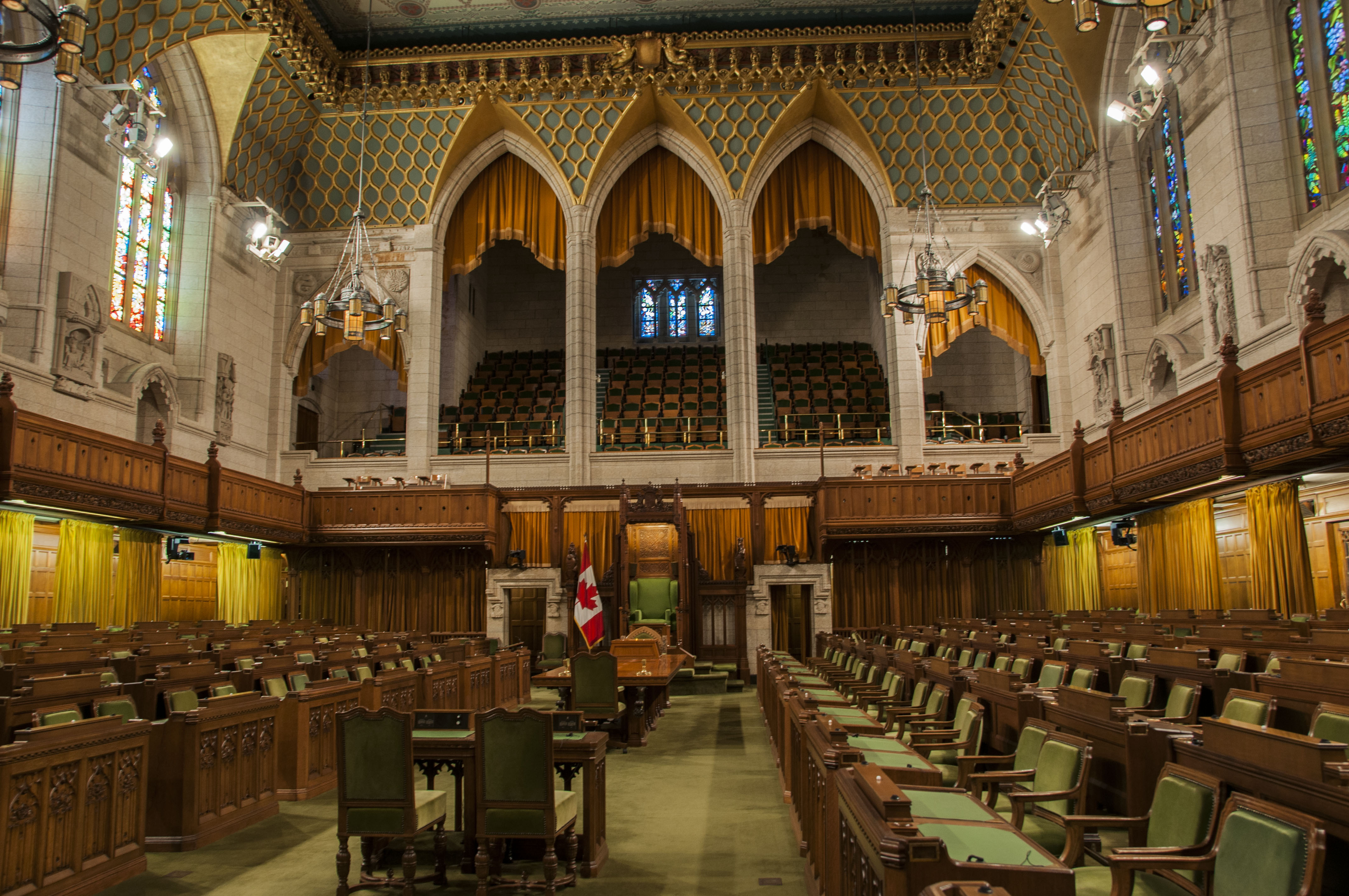
Wnętrze budynku

Parlament Kanady – najwyższa władza ustawodawcza w Kanadzie.

## Struktura Parlamentu Kanady
Parlament, na wzór brytyjski, jest instytucją trójczłonową, w której skład wchodzą:
- Korona, reprezentowana przez gubernatora generalnego
- Senat (Senate)
- Izba Gmin (House of Commons)

## Senat
Obecnie w skład Senatu wchodzi 105 senatorów, mianowanych przez gubernatora generalnego zgodnie z sugestiami premiera Kanady i ministrów. Współcześnie uprawnienia Senatu są znikome i ograniczają się do inicjowania ustawy budżetowej. Senat ma także prawo inicjowania wszelkich innych ustaw. Ustawa uchwalona przez Izbę Gmin wchodzi w życie dopiero po zatwierdzeniu przez Senat. Daje to Senatowi teoretyczną możliwość blokowania pracy legislacyjnej, jednak w praktyce opcja ta jest niezwykle rzadko wykorzystywana.
Początkowo mandat senatora przyznawany był dożywotnio. Od 1965 r. senator ustępuje po ukończeniu 75 roku życia.
Historycznie Senat, mający za zadanie strzec interesów Korony, posiadał dużo większe uprawnienia legislacyjne, z czasem wraz z dochodzeniem do nowoczesnej demokracji praktycznie wszystkie funkcje Senatu zostały przekazane Izbie Gmin.

## Izba Gmin
Izba Gmin składa się z 338 członków (Members of Parliament, w skrócie MP). Członkowie Izby Gmin pochodzą z wyborów powszechnych. Wybierani są w 338 jednomandatowych okręgach wyborczych. Izba Gmin odpowiedzialna jest za cała pracę legislacyjną. Pierwszy Parlament Kanady ukonstytuował się 6 listopada 1867. Obecny, czterdziesty drugi Parlament, ukonstytuował się 3 grudnia 2015 roku.
Kadencja Izby Gmin trwa pięć lat. Gubernator Generalny może jednak, na wniosek Premiera, rozwiązać ją i zarządzić nowe wybory przed upływem tego okresu.
| Prowincja lub terytorium     | Liczba miejsc w Senacie | Liczba miejsc w Izbie Gmin |
| Alberta                      | 6                       | 34                         |
| Brytyjska Kolumbia           | 6                       | 42                         |
| Manitoba                     | 6                       | 14                         |
| Nowy Brunszwik               | 10                      | 10                         |
| Nowa Fundlandia i Labrador   | 6                       | 7                          |
| Nowa Szkocja                 | 10                      | 11                         |
| Ontario                      | 24                      | 121                        |
| Quebec                       | 24                      | 78                         |
| Saskatchewan                 | 6                       | 14                         |
| Wyspa Księcia Edwarda        | 4                       | 4                          |
| Terytoria Północno-Zachodnie | 1                       | 1                          |
| Nunavut                      | 1                       | 1                          |
| Yukon                        | 1                       | 1                          |

## Nominacje do Senatu
| Nominujący              | Początek sprawowania władzy | Koniec sprawowania władzy | Reprezentowane partie polityczne | Liczba nominacji |
| Królewska proklamacja   | 1 lipca 1867                |                           | Conservative – 37 Liberal – 25 Liberal-Conservative – 8 Nationalist Liberal – 2 Independent Conservative – 1                                 | 73               |
| John Macdonald          | 1 lipca 1867                | 5 listopada 1873          | Conservative – 21 Liberal – 6 Liberal-Conservative – 3 Independent Conservative – 1                                                          | 31               |
| Alexander Mackenzie     | 7 listopada 1873            | 8 października 1878       | Liberal – 13 Nationalist- 2 Reformer – 1 | 16               |
| John Macdonald          | 10 października 1878        | 6 czerwca 1891            | Conservative – 32 Liberal Conservative – 21 Liberal – 13 Nationalist – 4 Independent liberal – 1 Niezależny – 1 Nationalist Conservative – 1 | 60               |
| John Thompson           | 16 czerwca 1891             | 24 listopada 1892         | Conservative – 5 Liberal Conservative – 1 | 6                |
| John Abbott             | 5 grudnia 1892              | 12 grudnia 1894           | Conservative – 4 Liberal – 1 | 5                |
| Mackenzie Bowell        | 21 grudnia 1892             | 27 kwietnia 1896          | Conservative – 9 Liberal Conservative – 4 | 13               |
| Charles Tupper          | 1 maja 1896                 | 8 lipca 1896              | Conservative Party – 1 | 1                |
| Wilfrid Laurier         | 11 lipca 1896               | 6 października 1911       | Liberal Party – 80 Independent liberal – 1                                                                                                   | 81               |
| Robert Borden           | 10 października 1911        | 11 października 1917      | Conservative Party – 43 Independent conservative – 1                                                                                         | 44               |
| Robert Borden           | 12 października 1917        | 9 lipca 1920              | Conservative Party – 14 Liberal – 3 Liberal Unionist – 1                                                                                     | 18               |
| Arthur Meighen          | 10 lipca 1920               | 28 grudnia 1921           | Conservative – 13 Liberal – 1 Liberal Unionist – 1                                                                                           | 15               |
| Mackenzie King          | 29 grudnia 1921             | 28 czerwca 1926           | Liberal – 22 | 22               |
| Mackenzie King          | 25 września 1926            | 6 sierpnia 1930           | Liberal – 21 Liberal Progressive – 1 | 22               |
| Richard Bedford Bennett | 7 sierpnia 1930             | 22 października 1935      | Conservative – 32 Niezależny – 1 | 23               |
| Mackenzie King          | 23 października 1935        | 14 listopada 1948         | Liberal – 58 Liberal Unionist – 1 | 59               |
| Louis St. Laurent       | 15 listopada 1948           | 20 czerwca 1957           | Liberal – 51 Liberal Independent – 1 Progressive Conservative – 1 Niezależny – 2                                                             | 55               |
| John Diefenbaker        | 21 czerwca 1957             | 21 kwietnia 1963          | Progressive Conservative – 36 Independent Conservative – 1                                                                                   | 37               |
| Lester Pearson          | 22 kwietnia 1963            | 19 kwietnia 1968          | Liberal – 38 Independent Liberal – 1 | 39               |
| Pierre Trudeau          | 20 kwietnia 1968            | 3 czerwca 1979            | Liberal – 51 Progressive Conservative – 6 Social Credit – 1 Niezależni – 2                                                                   | 60               |
| Joe Clark               | 4 czerwca 1979              | 2 marca 1980              | Progressive Conservative – 11 | 11               |
| Pierre Trudeau          | 3 marca 1980                | 29 czerwca 1984           | Liberal – 19 Progressive Conservative – 1 Niezależny – 1                                                                                     | 21               |
| John Turner             | 30 czerwca 1984             | 16 września 1984          | Liberal – 33 | 21               |
| Brian Mulroney          | 17 września 1984            | 24 czerwca 1993           | Progresive Conservative – 55 Reform – 1 Niezależny – 1                                                                                       | 21               |
| Jean Chretien           | 4 listopada 1993            | 12 grudnia 2003           | Liberal – 70 Niezależny – 1 | 71               |
| Paul Martin             | 12 grudnia 2003             | 6 lutego 2006             | Liberal - 12 Conservative - 2 Niezależny - 3                                                                                                 | 17               |
| Stephen Harper          | 6 lutego 2006               | 4 listopada 2015          | Conservative - 59 | 59               |
| Justin Trudeau          | 4 listopada 2015            |                           | Bezpartyjni - 94 | 94               |

## Składy Izby Gmin
Podany skład Izby Gmin po głównych wyborach, mógł ulec zmianie w wyniku wyborów uzupełniających. Wytłuszczeniem wskazano partię rządzącą.
| Kadencja | Data wyborów         | Data zwołania        | Data rozwiązania     | Reprezentowane partie polityczne | Liczba deputowanych (MP) |
| 1        | 20 września 1867     | 6 listopada 1867     | 8 lipca 1872         | Conservative Party – 71 Liberal Party – 62 Liberal-Conservative Party – 29 Anti Confederate Party – 18 | 180                      |
| 2        | 12 października 1872 | 5 marca 1873         | 2 stycznia 1874      | Liberal Party – 94 Conservative Party – 65 Liberal-Conservative Party – 36 Niezależni konserwatyści – 2 Niezależni liberałowie – 2 Liberał Reformer – 1 Niezależny – 1 | 201                      |
| 3        | 22 stycznia 1874     | 26 marca 1874        | 16 sierpnia 1878     | Liberal Party – 128 Conservative Party – 39 Liberal-Conservative Party – 26 Niezależny – 4 Niezależni liberałowie – 4 Niezależni konserwatyści – 3 Liberał Reformer – 1 | 206                      |
| 4        | 17 września 1878     | 13 lutego 1879       | 18 maja 1882         | Conservative Party – 84 Liberal Party – 64 Liberal-Conservative Party – 49 Niezależny – 5 Niezależni konserwatyści – 2 Niezależni liberałowie – 1 National Party – 1 | 206                      |
| 5        | 20 czerwca 1882      | 8 lutego 1883        | 15 stycznia 1887     | Conservative Party – 95 Liberal Party – 73 Liberal-Conservative Party – 39 Niezależni liberałowie – 2 Niezależni konserwatyści – 1 National Party – 1 | 211                      |
| 6        | 22 lutego 1887       | 13 kwietnia 1887     | 3 lutego 1891        | Conservative Party – 96 Liberal Party – 79 Liberal-Conservative Party – 28 Niezależni liberałowie – 5 Niezależni konserwatyści – 3 National Party – 3 Niezależni – 1 | 215                      |
| 7        | 5 marca 1891         | 29 kwietnia 1891     | 24 kwietnia 1896     | Conservative Party – 96 Liberal Party – 90 Liberal-Conservative Party – 22 Niezależni konserwatyści – 4 Niezależni liberałowie – 1 National Party – 2 | 215                      |
| 8        | 23 czerwca 1896      | 19 sierpnia 1896     | 10 września 1900     | Liberal Party – 117 Conservative Party – 71 Liberal-Conservative Party – 15 Niezależni konserwatyści – 4 Niezależny – 3 Patrons of Industry – 2 Niezależni liberałowie – 1 | 213                      |
| 9        | 7 listopada 1900     | 6 lutego 1901        | 29 września 1904     | Liberal Party – 128 Conservative Party – 69 Liberal-Conservative Party – 10 Niezależni – 3 Niezależny konserwatysta – 1 Niezależny liberał – 1 Labour Party – 1 | 213                      |
| 10       | 3 listopada 1904     | 11 stycznia 1905     | 17 września 1908     | Liberal Party – 137 Conservative Party – 70 Liberal-Conservative Party – 5 Labour Party – 1 Niezależny konserwatysta – 1 Niezależny liberał – 1 | 214                      |
| 11       | 20 października 1908 | 20 stycznia 1909     | 29 lipca 1911        | Liberal Party – 134 Conservative Party – 82 Liebral-Conservative Party – 3 Niezależny konserwatysta – 1 Niezależny liberał – 1 | 221                      |
| 12       | 21 września 1911     | 15 listopada 1911    | 6 października 1917  | Conservative Party – 131 Liberal Party – 85 Niezależni konserwatyści – 3 Liberal-Conservative Party – 1 Labour Party – 1 | 223                      |
| 13       | 17 grudnia 1917      | 18 marca 1918        | 4 października 1921  | Unia Liberalno-Konserwatywna – 142 Liberal Unionists – 11 Liberal Party – 82 | 235                      |
| 14       | 6 grudnia 1921       | 8 marca 1922         | 5 września 1925      | Liberal Party – 118 Progresive Party – 58 Conservative Party – 49 Labour party – 3 United Farmers of Alberta – 3 Niezależni – 2 Niezależni konserwatyści – 2 Niezależny liberał – 1 Niezależny progresywny – 1                                                                  | 235                      |
| 15       | 29 października 1925 | 7 stycznia 1926      | 2 lipca 1926         | Conservative Party – 115 Liberal Party – 102 Progressive Party – 26 Labour Party – 2 Niezależni – 2 United Farmers of Alberta – 2 Niezależny konserwatysta – 1 Niezależny Liberał – 1                                                                                           | 245                      |
| 16       | 14 września 1926     | 9 grudnia 1926       | 30 maja 1930         | Liberal Party – 116 Conservative Party – 91 United Farmers of Alberta – 12 Progressive Party – 11 Liberal Progressive Party – 8 Labour party – 4 Niezależni – 2 Niezależny liberał – 1                                                                                          | 245                      |
| 17       | 28 lipca 1930        | 8 września 1930      | 14 sierpnia 1935     | Conservative Party – 134 Liberal Party – 90 United Farmers of Alberta – 9 Progressive Party – 3 Liberal Progressive Party – 3 Labour Party – 3 Niezależni – 2 Progressive Conservative – 1                                                                                      | 245                      |
| 18       | 10 października 1935 | 6 lutego 1936        | 25 stycznia 1940     | Liberal Party – 173 Conservative Party – 39 Social Credit – 17 Catholic Community Forum – 7 Liberal Progressive Party – 4 Labour party – 4 Reconstitution Party – 1 Niezależny – 1 Niezależny liberał – 1 Niezależny konserwatysta – 1 United Farmers of Ontario – 1            | 245                      |
| 19       | 26 marca 1940        | 16 maja 1940         | 16 kwietnia 1945     | Liberal Party – 179 National Government – 34 Conservative Party – 5 Social Credit – 10 Catholic Community Forum – 8 Liberal Progressive Party – 3 Niezależny konserwatysta – 2 Unity Party – 2 Reconstitution Party – 1 Niezależny – 1 Niezależny liberał – 1 New Democracy – 1 | 245                      |
| 20       | 11 czerwca 1945      | 6 września 1945      | 30 kwietnia 1949     | Liberal Party – 119 Progressive Conservative Party – 66 Catholic Community Forum – 26 Social Credit – 13 Niezależni liberałowie – 8 Niezależni – 6 Liberal Progressive Party – 3 Bloc populaire canadien – 2 Niezależny konserwatysta – 1 Labour Party – 1                      | 245                      |
| 21       | 27 czerwca 1949      | 15 września 1949     | 13 kwietnia 1953     | Liberal Party – 191 Progressive Conservative Party – 41 Catholic Community Forum – 13 Social Credit – 10 Niezależni – 4 Niezależny liberał – 1 Liberal Progressive Party – 1 Labour Party – 1                                                                                   | 262                      |
| 22       | 10 sierpnia 1953     | 12 listopada 1953    | 12 kwietnia 1957     | Liberal Party – 170 Progressive Conservative Party – 51 Catholic Community Forum – 23 Social Credit – 15 Niezależni – 3 Niezależni liberałowie – 2 Liberal Progressive Party – 1 Labour Party – 1                                                                               | 265                      |
| 23       | 10 czerwca 1957      | 14 października 1957 | 1 lutego 1958        | Progressive Conservative Party – 111 Liberal Party – 104 Catholic Community Forum – 25 Social Credit – 9 Niezależni – 2 Niezależni liberałowie – 2 Niezależny konserwatysta – 1 Labour Party – 1                                                                                | 265                      |
| 24       | 31 marca 1958        | 12 maja 1958         | 19 kwietnia 1962     | Progressive Conservative Party – 206 Liberal Party – 48 Catholic Community Forum – 8 Labour Party – 1 | 263                      |
| 25       | 18 czerwca 1962      | 27 września 1962     | 6 lutego 1963        | Progressive Conservative Party – 116 Liberal Party – 99 Social Credit – 30 New Democratic Party – 19 Labour Party – 1 | 263                      |
| 26       | 8 marca 1963         | 16 maja 1963         | 8 września 1965      | Liberal Party – 128 Progressive Conservative Party – 95 Social Credit – 24 New Democratic Party – 17 Labour Party – 1 | 265                      |
| 27       | 8 listopada 1965     | 18 stycznia 1966     | 23 marca 1968        | Liberal Party – 131 Progressive Conservative Party – 97 New Democratic Party – 21 Ralliement Creditiste – 9 Social Credit – 5 Niezależny – 1 Niezależny konserwatysta – 1 | 265                      |
| 28       | 25 czerwca 1968      | 9 września 1968      | 1 września 1972      | Liberal Party – 154 Progressive Conservative Party – 72 New Democratic Party – 22 Ralliement Creditiste – 13 Niezależny – 1 Labour Party – 1 | 264                      |
| 29       | 30 października 1972 | 1 kwietnia 1973      | 9 maja 1974          | Liberal Party – 109 Progressive Conservative Party – 107 New Democratic Party – 31 Social Credit – 15 Niezależni – 2 | 264                      |
| 30       | 8 lipca 1974         | 3 września 1974      | 26 marca 1979        | Liberal Party – 141 Progressive Conservative Party – 95 New Democratic Party – 16 Social Credit – 11 | 264                      |
| 31       | 22 maja 1979         | 9 października 1979  | 14 grudnia 1979      | Progressive Conservative Party – 136 Liberal Party – 114 New Democratic Party – 26 Social Credit – 6 | 282                      |
| 32       | 18 lutego 1980       | 14 kwietnia 1980     | 9 lipca 1984         | Liberal Party – 147 Progressive Conservative Party – 103 New Democratic Party – 32 | 264                      |
| 33       | 4 września 1984      | 5 listopada 1984     | 1 października 1988  | Progressive Conservative Party – 211 Liberal Party – 40 New Democratic Party – 30 Niezależny – 1 | 282                      |
| 34       | 21 listopada 1988    | 12 grudnia 1988      | 8 września 1993      | Progressive Conservative Party – 169 Liberal Party – 83 New Democratic Party – 43 | 295                      |
| 35       | 25 października 1993 | 17 stycznia 1994     | 27 kwietnia 1997     | Liberal Party – 177 Bloc Quebecois – 54 Reform Party – 52 New Democratic Party – 9 Progressive Conservative Party – 2 Niezależny – 1 | 295                      |
| 36       | 2 czerwca 1997       | 22 września 1997     | 22 października 2000 | Liberal Party – 155 Reform Party – 60 Bloc Quebecois – 44 New Democratic Party – 21 Progressive Conservative Party – 20 Niezależny – 1 | 301                      |
| 37       | 27 listopada 2000    | 29 stycznia 2001     | 23 maja 2004         | Liberal Party – 172 Canadian Alliance – 66 Bloc Quebecois – 38 New Democratic Party – 13 Progressive Conservative Party – 12 | 301                      |
| 38       | 28 czerwca 2004      | 4 października 2004  | 29 listopada 2005    | Liberal Party – 135 Conservative Party of Canada – 99 Bloc Quebecois – 54 New Democratic Party – 19 niezależny – 1 | 308                      |
| 39       | 23 stycznia 2006     | 3 kwietnia 2006      | 7 września 2008      | Conservative Party of Canada – 124 Liberal Party – 103 Bloc Quebecois – 51 New Democratic Party – 29 niezależny – 1 | 308                      |
| 40       | 14 października 2008 | 18 listopada 2008    | 26 marca 2011        | Conservative Party of Canada – 143 Liberal Party – 77 Bloc Quebecois – 49 New Democratic Party – 37 niezależni – 2 | 308                      |
| 41       | 2 maja 2011          | 2 lipca 2011         | 2 sierpnia 2015      | Conservative Party of Canada – 166 New Democratic Party – 103 Liberal Party – 34 Bloc Quebecois – 4 Green Party of Canada – 1 | 308                      |
| 42       | 19 października 2015 | 3 grudnia 2015       | 11 września 2019     | Liberal Party – 184 Conservative Party of Canada – 99 New Democratic Party – 44 Bloc Quebecois – 10 Green Party of Canada – 1 | 338                      |
| 43       | 21 października 2019 | 5 grudnia 2019       | 15 sierpnia 2021     | Liberal Party – 157 Conservative Party of Canada – 121 Bloc Quebecois – 32 New Democratic Party – 24 Green Party of Canada – 3 niezależny – 1 | 338                      |
| 44       | 20 września 2021     | 22 listopada 2021    |                      | Liberal Party – 160 Conservative Party of Canada – 119 Bloc Quebecois – 32 New Democratic Party – 25 Green Party of Canada – 2 | 338                      |

## Ważne ustawy parlamentarne
- Ustawa o ziemiach państwowych w Kanadzie – 1872
- Ustawa o Albercie – 1905
- Kanadyjska Karta Praw i Swobód – 1982
- Konstytucja Kanady – 1982
- Ustawa o Manitobie – 1870
- Ustawa o Nowej Fundlandii – 1949
- Ustawa o Saskatchewanie – 1905
- Ustawa o Jukonie – 1898